# Окн
Окн (Аукн, Окнос, др.-греч. Ὄκνος) — персонаж греческой и римской мифологии. Сын Тибра этрусского и Манто. Пришёл на помощь Энею. Основал Мантую, назвав её в честь матери. По другой версии, сын Авлета и основатель Фельзины (Бононии).
После смерти Окнос был приговорен Аидом к вечному, бессмысленному труду в царстве мертвых. Так старик был наказан за то, что постоянно цеплялся за свою мелочную жизнь и медлил умирать (Ὄκνος в переводе с греческого означает «откладывающий на потом»). Согласно мифу, был обречен ходить по берегу и плести соломенный канат, который тут же съедала ослица, идущая следом.